# Фокстер'єр (жорсткошерстий)
Фокстер'єр (жорсткошерстий) (англ. фр., нім., ісп. Fox terrier (wire) - єдина уніфікована назва породи багатьма мовами) — порода мисливських собак. Точних свідчень про час походження породи немає, відоме лише те, що порода гладкошерстих фокстер'єрів є старшою за жорсткошерстих.
Одні дослідники вважають, що ця порода була виведена в другій половині XIX ст. Інші вважають, що в першій половині того ж сторіччя, ще за одними свідченнями перші представники фокстер'єрів з'явилися ще у XVI ст., однак, офіційно визнаними жорсткошерсті фокстер'єри були у 1876 році (гладкошерсті 1862 року).

## Історія породи
Жорсткошерстий фокстер'єр був виведений шляхом схрещення біглів, бультер'єрів та білих тер'єрів. Найбільш ймовірні прабатьки нинішньої породи були вже вимерлі сьогодні жорсткошерсті тер'єри.
Обоє фокстер'єрів (і гладкошерстий, і жорсткошерстий) були виведені спеціально для полювання на лисиць (звідки й пішла така назва породи), а також на кабанів, кролів та борсуків.
1876 року жорсткошерсті фокстер'єри були визнані як окрема порода собак, в тому ж році був заснований клуб любителів фокстер'єрів.

## Зовнішній вигляд
Жорсткошерстий фокстер'єр відрізняється від гладкошерстого лише довжиною шерсті та фактурою. Голова собаки довга, морда вкрита жорсткою шерстю, а також вусами і бородою. Очі темні та круглі. Щелепа тварини сильна. Лапи у фокстер'єра прямі. Хвіст піднятий догори.

## Характер
Собака надзвичайно веселий, витривалий, компанійський, обожнює людей, але це пес з незалежним характером, полюбляє прогулянки на свіжому повітрі. Недоліками жорсткошерстого фокстер'єра іноді  є агресивність до собак інших порід